# Sicyodes biferaria
Sicyodes biferaria là một loài bướm đêm trong họ Geometridae.